# Алексино (Наро-Фоминский район)
Алексино — деревня в Наро-Фоминском районе Московской области, входит в состав городского поселения Верея. Население — 27 чел. (2010), в деревне числятся 2 улицы и 3 садовых товарищества. До 2006 года Алексино входило в состав Симбуховского сельского округа.
Деревня расположена в западной части района, на левом берегу реки Исьмы, в 8 км к северо-востоку от города Вереи, высота центра над уровнем моря 179 м. Ближайшие населённые пункты — Симбухово в 0,5 км на юго-восток и Таганово в 2 км на северо-запад.

## Население
| 2002 | 2006 | 2010 |
| ---- | ---- | ---- |
| 52   | ↘38  | ↘27  |